# Yves Joseph de Kerguelen de Trémarec

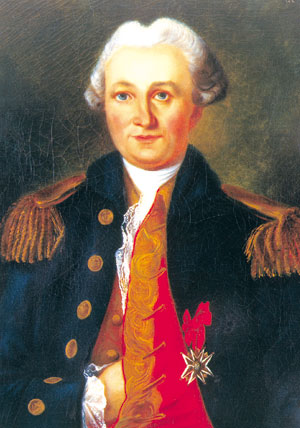
Yves Joseph de Kerguelen de Trémarec

Yves Joseph de Kerguelen de Trémarec (Landudal, 13 februari 1734 - Parijs, 3 maart 1797) was een Frans marineofficier, zeevaarder en ontdekkingsreiziger.

## Levensloop
Tussen 1771 en 1774 ondernam hij twee expedities naar de zuidelijke Indische Oceaan om het veronderstelde continent Terra Australis te vinden.
Op 12 februari 1772 ontdekte hij een eilandengroep die hij La France Australe doopte (Frankrijk van het zuiden).
James Cook deed in 1776 deze eilanden aan en noemde ze de Kerguelen, naar de eerste Europese ontdekker.

## Publicaties door Kerguelen
- Relation d'un voyage dans la Mer du nord, aux cotes d'Islande, du Groenland, de Ferro, de Schettland, des Orcades & de Norwége, fait en 1767 & 1768, Amsterdam & Leipzig, 1772.
- Relation de deux voyages dans les mers australes & des Indes fait en 1771, 1772, 1773 & 1774, ainsi que quelques lettres ou mémoires sur la marine, & un état des services de M. de Kerguelen, Ed. La Découvrance, 1782.
- Mémoire sur la Marine, adressé à l'Assemblée nationale, Imprimerie de Léonard Danel, 1789.*
- Relation des combats et des évènements de la guerre maritime de 1778 entre la France et l'Angleterre, mêlée de réflexions sur les manœuvres des généraux, précédée d'une adresse aux marins. sur la disposition des vaisseaux pour le combat et terminée par un précis de la guerre présente, des causes de la destruction de la marine, et des moyens de la rétablir, Impr. de Patris;, 1796.